# Ndumeti
Ndumeti ist ein Verwaltungsbezirk (Ward) des Distrikts Siha in der tansanischen Region Kilimandscharo.

## Geografie
Ndumeti liegt im Nordosten von Tansania am nordwestlichen Abhang des Kilimandscharo. Das Gebiet steigt von rund 1500 Meter Seehöhe im Nordwesten nach Südosten auf 3800 Meter am Kraterrand des Shira an.
Der Bezirk grenzt im Norden an Olmolog und Kamwanga, beide gehören zum Distrikt Longido. Im Osten grenzt Ndumeti an Motamburu Kitendeni des Distrikts Rombo, im Südosten an Masama Mashariki im Distrikt Hai, im Süden an Ngarenairobi und im Westen an Miti Mirefu.
Bei der Volkszählung 2022 lebten 12.345 Menschen in 3359 Haushalten auf einer Fläche von 399 Quadratkilometern.

## Gliederung
Der Bezirk besteht aus zwei Gemeinden (Mtaa) mit neun Orten (Kitongoji):
| Matadi - Matadi A - Amani - Kilima Hewa - Matadi B - Mjimwema | Roselyne - Suzan - Roselyne A - Roselyne B - Kambini |

## Wirtschaft und Infrastruktur
- Bildung: Die Matadi Secondary School ist eine staatliche Schule mit einer Ausbildung bis zur 4. Stufe.[8][9]
- Kilimandscharo-Nationalpark: Im Bezirk liegt mit dem „Londorossi Gate“ ein Eingang zum Nationalpark.[10]